# Oddworld : La Fureur de l'étranger
 (juin 2017).
Si vous disposez d'ouvrages ou d'articles de référence ou si vous connaissez des sites web de qualité traitant du thème abordé ici, merci de compléter l'article en donnant les références utiles à sa vérifiabilité et en les liant à la section « Notes et références ».
Oddworld : La Fureur de l'étranger (Oddworld: Stranger's Wrath en version originale) est un jeu vidéo développé par Oddworld Inhabitants et sorti en 2005 sur Xbox. C'est le quatrième et dernier épisode en date de la série Oddworld. Un portage sur PlayStation 3 graphiquement amélioré en HD disponible depuis décembre 2011 au téléchargement sur le PlayStation Network, un autre portage sur PS Vita est sorti en décembre 2012 et est disponible depuis novembre 2014 en version mobile sur iOS et Android. Enfin, il est porté en 2020 sur Nintendo Switch.

## Trame

### Scénario
L'Étranger est un mystérieux chasseur de primes qui travaille en solitaire, à son compte. Il va de ville en ville pour capturer ou tuer les hors-la-loi afin d'empocher leur prime.
L'Étranger amasse une somme considérable d'argent, 20 000 « Mollahs » (renommés « Dollars » dans la traduction française du jeu), pour pouvoir se payer une opération délicate, dont le joueur ignore la nature pendant la première moitié du jeu.
Il souhaite en réalité s'offrir les services du Docteur, un Vykker, pour procéder à l'ablation d'une partie de son anatomie ; en effet, il est un Steef, une créature quadrupède recherchée, et souhaite se débarrasser de deux de ses pattes, qu'il cache dans ses bottes.
Les Steefs jouaient un rôle important dans l'histoire passée du pays ; en effet, il apparaît qu'ils étaient les gardiens de la société indigène. Mais le baron Sekto, colonisant le fleuve Mongo et s'appropriant son eau en construisant un gigantesque barrage, a obligé les Indigènes Grubbs, à se retrancher dans de minuscules villages et à péricliter lentement, privés de leurs terrains de chasse et de pèche.
De petites villes de Caquets/Clakkerz, semblables aux villes de la conquête de l'Ouest, proliférèrent alors, détruisant la nature progressivement. Coincés entre ceux-ci, les Hors-la-loi/Outlaws et les Wolvarks de Sekto, les inoffensifs Indigènes mènent alors une vie misérable.
L'Étranger est alors attiré par une proposition qui l'intéresse au plus haut point, non sans le chagriner : le Baron Sekto offre une prime de 20 000 Mollahs à quiconque lui apportera une tête de Steef… mais Castaraider est lui appâté par l'alléchante somme d'argent… il tend un piège à L'Étranger, avec l'aide passive des Caquets/Clakkerz, dans la maison du Docteur, après avoir pendu celui-ci. Lui et sa bande l'emprisonnent, avant de découvrir qu'il est un Steef.
Alors que celui-ci allait être lynché, des Indigènes viennent le secourir avant de le reconnaître officiellement comme leur Gardien Steef, de lui remettre une armure et une nouvelle arbalète aux munitions améliorées en enfin de lui donner pour mission de sauver leur peuple en les défendant des Wolvarks et en défaisant Sekto afin de détruire son barrage…
Cet événement clôt alors le scénario du jeu. On apprend par le biais d'une cinématique que Sekto était un Steef, ou plutôt l'Ancien Gardien Steef possédé par une créature étrange, sorte de pieuvre qui recouvrait sa tête de le contrôlait mentalement.
Le Steef, blessé lors d'une chute due à l'effondrement du barrage et le visage couvert de marques de ventouses, est en train d'agoniser près de la rivière. Lorsque l'Étranger et plusieurs Grubbs s'approchent, il demandera simplement : « Est-ce que l'eau est libre ? ». L'Étranger répondra alors « Ouais, elle est libre », et l'Ancien Gardien Steef pourra s'éteindre rassuré, tandis que la pieuvre, encore vivante, s'enfuit par le fleuve.

### Personnages
- L'Étranger : L'Étranger, un chasseur de primes au visage félin et à l'allure générale de cow-boy de western, est le personnage principal et héros du jeu. Il emploie une arbalète à double rampe avec des munitions pour le moins particulières : de petits animaux vivants, chacun jouant son rôle pour défaire les ennemis rencontrés. Il porte un lourd secret qui sera dévoilé plus tard dans le jeu.
- Les Caquets (Clakkerz) : les habitants des villes traversées par l'Étranger. Ils sont des espèces de poulets humanoïdes, tout le temps en train de 'caqueter', de parler d'une voix criarde au sujet des dernières rumeurs ou de se plaindre. Il n'aiment pas les touristes.
- Les Wolvarks : les employés et soldats de Sekto, des sortes de poissons bipèdes idiots.
- Les Hors-la-loi (Outlaws) : les ennemis communs de l'Étranger, des hors-la-loi ressemblant de loin aux Wolvarks, à l'exception de leur style très 'Far West'.
- Castaraider : un hors-la-loi cruel, chef d'une bande d'Outlaws.
- Sekto :Le patron des industries Sekto, une sorte de pieuvre humanoïde. Il contrôle l'eau du fleuve Mongo à partir de son barrage et est à l'origine du commerce alentours, s'étant construit un véritable empire.
- Grubbs : les habitants des cités situées à proximité de la rivière Mongo. ils vénèrent les Steefs. Ils sont chétifs, rétrogrades et très naïfs mais très amicaux avec les Steefs.
- Steef : Monstre quadrupède à cornes ; cette espèce fut décimée par Sekto.

### Munitions vivantes
- L'Étranger utilise diverses munitions vivantes :
  - La mouche électrique, munition de base illimitée. Elle peut être utilisée en rafale par chargeurs de huit unités, mais infligera peu de dégâts. Par contre, si on la laisse se charger électriquement, elle devient un projectile puissant susceptible d'assommer les ennemis, d'activer des mécanismes à verrou magnétique ou de faire exploser des barils de dynamite.
  - L'armadillo, un insecte rond à la carapace épaisse qui sert à assommer les ennemis en les cognant violemment. L'armadillo est très utile pour faire tomber un ennemi surélevé de son perchoir.
  - L'écureuil, un rongeur en tous points semblables à ceux que nous rencontrons au quotidien, à l'exception de sa capacité à parler d'une voix aiguë en sortant toutes sortes d'inepties. Une fois lancé, l'écureuil se met à piailler dans tous les sens, attirant l'ennemi le plus proche qui s'empressera de le faire taire en l'écrasant du pied. Cette munition a la fâcheuse habitude d'insulter celui qui l'emploie tant qu'il se trouve sur l'un des deux rails de l'arbalète.  Parmi ses répliques préférées :

« Quelque chose me gêne… je ne sais pas, je crois que je suis allergique à ta laideur ! »
[quand l'Étranger est blessé] « Tu devrais te montrer un petit peu plus prudent ! »
« Je crois que je préférerais être de l'autre côté ! »
« Fais attention, espèce de maladroit ! »
- Le putois, utilisé pour étouffer les ennemis dans un nuage de puanteur. Ils sont alors vulnérables, et capturer est chose aisée dans le laps de temps durant lequel ils vomissent.
- L'abeille, tirée en rafales comme avec une mitraillette.
- La guêpe, munition de précision pour 'sniper' à distance.
- La bolamite, sorte d'araignée qui emprisonne les ennemis dans une toile solide, les immobilisant pendant plusieurs secondes.
- La chauve-souris, qui s'accroche aux ennemis ou au décor avant d'exploser violemment dans une gerbe de flammes.
- Le fuzzle, petite bête ronde sans pattes (que l'on découvre dans L'odyssée de Munch), très agressive, qui s'attaque à l'ennemi par morsure, réduisant sa défense. Le fuzzle peut être tiré directement sur l'ennemi ou être posé comme piège.

Toutes les munitions ont une version améliorée, qui viendra progressivement au cours du jeu. Par exemple, le putois amélioré porte des lunettes d'aviateur et aspire tous les ennemis sur une petite zone, permettant au joueur de provoquer une explosion efficace ou d'en 'bolamiter' plusieurs à la fois.

### Voix Françaises
- Thierry Kazazian
- Stéfan Godin
- Alexandre Aubry
- Pierre-François Pistorio
- Gilbert Lévy
- Sylvain Lemarié
- Serge Thiriet
- Éric Etcheverry
- Cyrille Arthaud
- Martial Le Minoux

## Système de jeu

### Généralités
Le joueur dirige un chasseur de primes, en deux phases interchangeables à tout moment : en vue à la troisième personne il peut courir, c'est la vue utilisée pour se déplacer dans l'univers du jeu ; le jeu passe en vue subjective lorsqu'il sort son arme, il peut alors tirer différentes munitions (qui sont de petits animaux rencontrés et capturés au cours du jeu, placés sur une arbalète), et donner des coups de poing.
Le joueur doit aller chercher des contrats (qui proposent le plus souvent d'aller tuer ou capturer un boss), il peut se déplacer librement entre les villes pour les honorer, s'acheter des munitions et des améliorations et parler avec les personnages rencontrés.

### Système de combat
En termes de combat, le jeu s'articule autour de deux paramètres : l'énergie et la vie.
L'exemple le plus flagrant est celui des bosses : lorsqu'on affronte l'un d'eux, deux jauges horizontales sont affichées dans le haut de l'écran. Une première, jaune, indique leur vie, c'est-à-dire la quantité de dégâts qu'ils peuvent encaisser avant de mourir, et l'autre l'énergie, c'est-à-dire la fatigue qu'ils peuvent encaisser avant de perdre momentanément conscience. Chacun de ces états permet à l'Étranger de capturer l'outlaw grâce à un ingénieux aspirateur à pression…
Si l'énergie et la vie des bosses est affichée à travers deux jauges bien visibles, les ennemis plus communs, eux, se contenteront d'étoiles flottant au-dessus de leur tête : trois étoiles jaunes et le hors-la-loi s'évanouit pendant quelque temps, trois rouges et il décède — définitivement, cette fois.
Quant à l'Étranger, le système est légèrement différent : le joueur doit absolument conserver sa vie au maximum, car si la jauge tombe à zéro, c'est le game over (avec un joli fondu sur noir circulaire). Son énergie, elle, lui sert à regagner de la vie [en maintenant enfoncée la touche 'y']. Cependant, ce processus n'est pas gratuit ; en effet, la vie regagnée est prise sur la jauge d'énergie, énergie qui se regagne lentement — chaque outlaw 'aspiré' rendant toutefois un peu plus de son énergie à l'Étranger, par à-coups. De plus, pour ce faire, l'Étranger doit s'ébrouer (éjectant ainsi les projectiles divers et variés qui lui truffent le corps), cela nécessite qu'il soit au sol et à l'arrêt, s'exposant ainsi à d'éventuels ennemis.
Ces concepts de vie et d'énergie, très simples, sont à la base d'une dynamique de jeu riche et plutôt originale.
En effet, chaque outlaw vaut plus cher vif que mort. Or, comme expliqué plus haut, l'Étranger dispose de plusieurs types de munitions vivantes, sur lesquelles il pourra jouer pour parvenir à son but.
Par exemple, l'armadillo est décrit comme parfait pour assommer ses adversaires. Cela signifie qu'un seul tir d'armadillo assommera à peu près n'importe quel outlaw (à part les bosses, évidemment, et quelques individus plus coriaces ou mieux protégés). Dans tous les cas, l'ennemi sera projeté en arrière, mis à terre. De plus, l'armadillo inflige une quantité non négligeable de dégâts — ce qui n'est pas forcément un atout —, et il est fourni par chargeurs de une unité, défaut compensé par un rechargement rapide (de l'ordre de la seconde).
La mouche, par contre, ne renversera pas l'ennemi (sauf si assommé), mais lui infligera des dégâts beaucoup plus faibles pour une fatigue aussi importante si chargée électriquement (ce qui demande plusieurs secondes).
Ainsi, une des techniques les plus évidentes pour affronter les premiers bosses — les plus basiques — est d'armer l'un des deux rails de l'arbalète de mouches électriques et l'autre d'armadillos, et d'alterner entre les deux tirs à intervalles réguliers contre le boss. L'armadillo renversera alors ledit outlaw, qui mettra une seconde à se relever, seconde mise à profit pour lui arracher encore plus d'énergie grâce à une mouche… Une fois debout, un autre tir d'armadillo le renversera de nouveau et ainsi de suite jusqu'à plus soif. Bien sûr, si le joueur vient à rater une de ses tirs, en particulier avec l'armadillo, il se met en position de difficulté, le boss encaissant le tir de mouche sans broncher et tirant — à bout portant, si le joueur s'est rapproché pour être sûr, justement, de faire mouche, si j'ose dire — sur l'Étranger, lui infligeant des dégâts importants si celui-ci n'est pas tué sur le coup.
Par contre, des munitions comme la chauve-souris, l'abeille ou la guêpe rentrent dans la logique inverse : les dégâts qu'elles infligent sont élevés mais elles ne fatiguent pas l'adversaire. Idéal pour le joueur qui désire ne pas faire dans la dentelle et applique une devise du type « tirer d'abord, trier ensuite ».
Pour les fuzzles, c'est déjà plus subtil : s'ils rentrent clairement dans la catégorie 'dégâts', ils immobilisent momentanément l'outlaw visé (ou piégé), ou plutôt le neutralisent, celui-ci se démenant pour se débarrasser de petites paires de mâchoires aux dents tranchantes comme des rasoirs.
Dans cette même catégorie de munitions neutralisantes entrent les bolamites et les putois, avec toutefois les nuances suivantes : le fuzzle a une dimension 'piège', il peut être posé à un endroit et attendra sagement, en groupe, de préférence, qu'un ennemi passe suffisamment près pour lui sauter dessus. Le putois, lui, est très utile car constitue une attaque de zone, tout ennemi entrant dans son nuage malodorant étant pris de convulsions gastriques. Enfin, si le bolamite ne peut emprisonner qu'un ennemi à la fois (du moins jusqu'à l'amélioration de fin de jeu citée plus haut), il a un effet plus durable et donne plus de temps à l'Étranger pour capturer l'outlaw ainsi immobilisé.
Pour finir, l'écureuil est parfait pour attirer les outlaws et les isoler d'un groupe potentiellement dangereux, et ce afin de les assommer discrètement en mettant à profit un tas de fourrés, un coin sombre… C'est d'autant plus appréciable qu'aspirer ainsi l'ennemi pris au piège ne met pas en danger l'Étranger, statique pendant l'opération.